# Раміль Шерифф
Раміль Омар Шерифф (англ. Ramil Omar Sheriff; нар. 26 грудня 1993, Лондон, Англія) — англійський та ямайський футболіст, центральний захисник та півзахисник.

## Клубна кар'єра
Вихованець молодіжних академій «Арсеналу» та «Тоттенгем Готспур». У 2012 році підписав контракт з «Норвіч Сіті». Був капітаному молодіжної (U-21) команди, за яку зіграв 19 матчів у Лізі професійного розвитку 2012/13. Однак контракт завершився у червні 2013 року, після чого Раміль залишив клуб вільним агентом.
У 2013–2014 роках виступав за «Кукфостерс» і «Нортвуд», а в сезоні 2014/15 років захищав кольори «Гарроу Бороу» та «Гарінгей Бороу».
Під час передсезонної підготовки 2014/15 декілька днів перебував на перегляді у «ВВВ-Венло». Однак до підписання контракту справа не дійшла, оскільки тодішній головний тренер не побачив перспективи у центральному захиснику. У сезоні 2015/16 років виступав за «Волюв-Завентем» у Третьому дивізіоні Б чемпіонату Бельгії. Напередодні старту сезону 2016/17 років повернувся до «Гарінгей Бороу».

## Кар'єра в збірній
Викликався до молодіжної збірної Ямайки. Дебютував за національну збірну Ямайки 8 червня 2014 року в програному (0:8) товариському матчі проти Франції, в якому замінив на 65-й хвилині замість Кріса Гамфрі.

## Статистика виступів

### Клубна
| Сезон             | Клуб              | Змагання                                       | Змагання | Змагання | Кубок | Кубок | Плей-оф | Плей-оф | Загалом | Загалом |
| Сезон             | Клуб              | Змагання                                       | Матчі    | Голи     | Матчі | Голи  | Матчі   | Голи    | Матчі   | Голи    |
| ----------------- | ----------------- | ---------------------------------------------- | -------- | -------- | ----- | ----- | ------- | ------- | ------- | ------- |
| 2013/14           | «Кукфостерс»      | Спартанська футбольна ліга Південного Мідленду | 0        | 0        | 1     | 0     | —       | —       | 1       | 0       |
| 2013/14           | «Нортвуд»         | Південна футбольна ліга                        | 11       | 0        | 3     | 0     | —       | —       | 14      | 0       |
| Усього за кар'єру | Усього за кар'єру | Усього за кар'єру                              | 11       | 0        | 4     | 0     | 0       | 0       | 15      | 0       |